# Umbellula thomsoni
Umbellula thomsoni är en korallart som beskrevs av Rudolf Albert von Kölliker 1874. Umbellula thomsoni ingår i släktet Umbellula och familjen Umbellulidae. Inga underarter finns listade i Catalogue of Life.